# خوان رامون
خوان رامون (بالإسبانية: Juan Ramón)‏ هو مغني وممثل أرجنتيني، ولد في 13 يناير 1940 في الأرجنتين.

## وصلات خارجية
- خوان رامون على موقع IMDb (الإنجليزية)
- خوان رامون على موقع ميوزك برينز (الإنجليزية)
- خوان رامون على موقع ديسكوغز (الإنجليزية)